# Aleksandar Bursać
Aleksandar Bursać (Ruma, Vojvodina, Serbia, 19 de marzo de 1995) es un baloncestista serbio. Con 2,05 metros de estatura, juega en la posición de pívot. 

## Trayectoria deportiva
Bursać es un jugador formado en el KK Vršac con el que debutó en la Liga Serbia de Baloncesto en la temporada 2012-13. En 2013, firma por el Vojvodina de la Liga Serbia de Baloncesto, en el que juega durante dos temporadas. 
En 2015, firma por el FMP de la Liga Serbia de Baloncesto, en el que permanece durante cuatro temporadas.
En la temporada 2020-21, firma por el KK Zadar de la A1 Liga, en el que juega durante dos temporadas. En 2021, siendo su primera temporada en el conjunto croata logra el doblete de la Liga Croata de Baloncesto y la Copa de baloncesto de Croacia.
El 8 de septiembre de 2022, firma por el Bàsquet Girona de la Liga Endesa para reforzar su pretemporada.
El 28 de octubre de 2022, tras acabar su contrato temporal con el equipo gerundense, firma otro contrato temporal por el Baxi Manresa de la Liga Endesa por dos semanas de duración.